# CROSS SEASON
「CROSS SEASON」（クロス シーズン）は、玉置成実の高校卒業を記念した13枚目のシングル。ソニー・ミュージックレコーズより2007年3月14日に発売された。

## 収録曲
1. CROSS SEASON
作詞:麻倉真琴
作曲・編曲:浅倉大介
  - 「スポーツうるぐす」（日本テレビ）2007年2～3月度テーマソング。アルバムには、これとは違うリアレンジバージョンが収録された。
2. i CAN FLY
作詞:夏野芹子
作曲:森重樹一
編曲:神田和幸
  - 完全生演奏のロック・ナンバー。
  - 3rdアルバム収録の「Ready Steady Go!」と同じメンバーによる楽曲。
3. Lost and Found
作詞:mavie
作曲・編曲:nishi-ken
4. CROSS SEASON -Instrumental-